# Rio Tano
O rio Tano é um rio do Gana e Costa do Marfim com cerca de 400 km de comprimento. Nasce perto da cidade ganesa de Techiman, corre para sul formando, no seu curso final, parte da fronteira Costa do Marfim-Gana, até desaguar na Lagoa de Aby, que drena para o golfo da Guiné, no oceano Atlântico. Drena uma bacia com cerca de 15000 km2 de área.